# Murmurando
Murmurando – polski film komediowy z 1981 roku, w reżyserii Andrzeja Barszczyńskego. Bohaterowie „Murmuranda” są zwyczajnymi, przeciętnymi ludźmi.
Akcja filmu toczy się w ośrodku wypoczynkowo-leczniczym, prowadzącym kuracje odwykowe dla palaczy. Odzwyczajanie od nikotyny odbywa się w niecodzienny sposób - poprzez śpiewanie. Jednym z uczestników wczasów jest cichy i łagodny młodzieniec, który z papierosami ma niewiele wspólnego. Jednak to właśnie on zostaje poddany najmocniejszej kuracji.
Dialogi do filmu napisali Maria Czubaszek, Andrzej Barszczyński i Tomasz Tryzna.

## Wykonawcy
- Agata Rzeszewska – Wanda
- Hanna Stankówna – pani z teatru
- Wiesław Drzewicz – pan Marcin
- Andrzej Siedlecki – doktor Jasieńczak
- Maciej Szerenica – Jurek Fabianek
- Zygmunt Zintel – Władysław Bielak
- Magdalena Chilmon – Ewunia
- Barbara Kobrzyńska – Helena, koleżanka Wandy
- Andrzej Bukowiecki – Jarek
- Jerzy Zygmunt Nowak – kierownik ośrodka
- Henryk T. Czarnecki – literat Stanisław Tadeusz Jezierski
- Jerzy Matula – starosta turnusu
- Włodzimierz Stępiński – prelegent
- Mieczysław Kobek – Kobek, nowy kuracjusz; nie występuje w czołówce

W pozostałych rolach:
- Krystyna Olesiewicz
- Irena Rybicka
- Jadwiga Żywczak
- Wojciech Skibiński
- K. Barański
- Joanna Borkowska
- Barbara Chmielewska
- Zbigniew Hain
- Czesław Magnowski
- Feliks Siedlecki
- B. Rydz
- L. Wróblewski
- Marian Ziętkiewicz

## Piosenki z filmu
- Jak minął dzień

Muzyka: Wojciech Trzciński

Słowa: Jerzy Kleyny

Wykonanie: Krzysztof Krawczyk
- Z tobą ireno

Muzyka: Ryszard Poznakowski, Krzysztof Krawczyk

Słowa: Andrzej Kuryłło

Wykonanie: Krzysztof Krawczyk
- Zawsze zabierz Halinę

Muzyka: Krzysztof Krawczyk

Słowa: Bohdan Olewicz

Wykonanie: Krzysztof Krawczyk
- Cała sala

Muzyka: Urszula Rzeczkowska

Słowa: Jan Tadeusz Stanisławski

Wykonanie: Jerzy Połomski